# Strada provinciale 249 di Spello
La strada provinciale n. 249 di Spello (SP 249 Assisi-Spello) è una strada provinciale italiana che da Assisi conduce a Spello.

## Percorso
La strada ha inizio (km. 0) dall'innesto con la SS 444 del Subasio (che da Gualdo Tadino conduce all'intersezione con la SP 147 di Assisi nei pressi di Santa Chiara) nei pressi del km. 30, non lontano dall'ingresso nel centro cittadino per tramite dell'Arco di Porta Perlici.
La SP 249 è una via di montagna: per il primo chilometro, prosegue in forte pendenza, poi allenta fino a riscendere dopo aver aggirato il Monte Subasio da nord, da est e infine da sud, "abbracciandolo" per tre quarti a mezza costa. Lungo la strada si diramano svariati sentieri del CAI.
Al km. 1 si trova il Museo paleontologico del Monte Subasio, ove sono esposti gli ammoniti e altri reperti archeologici risalenti al periodo compreso tra il Lias e il Pleistocene, quando il monte emergeva sulla costa del Lago Tiberino, nonché, presso di esso, la sede della direzione del Parco regionale del Monte Subasio.
Al km. 2, in località Torgiovannetto, è oggi ancora ben visibile lungo la provinciale la ex cava di pietra e calcari per inerti la cui attività estrattiva indiscriminata ha provocato, sin da quando il sito fu dismesso, numerose frane al punto da dotare le strade sottostanti di semafori e sbarre collegati a un'apposita stazione di monitoraggio nonché di una muraglia di fieno con armature in ferro per arginare la eventuale caduta dei massi. Per questa ragione, il primo tratto della SP 249 è stato chiuso al transito per vari anni. Lo stabilimento annesso alla cava è stato smantellato nel 2015.
Al km. 3 la strada si apre in uno slargo dal quale si accede alle Fonti del Brecciaro, la cui acqua proviene dal Monte Subasio.
Al km. 4 si trova il primo agglomerato di case: la Costa di Trex. Di qui la strada prosegue in salita sulla montagna fino ad Armenzano (km. 9) passando per Brigolante. Entra poi nel comune di Spello, abbandonando il territorio assisiate, e raggiunge San Giovanni (km. 13) ove si trovano i resti della Rocca Payda che fu oggetto di contese col comune di Assisi.
La strada, che da ultimo attraversa la frazione di Collepino, ove si trovano l'omonima abbazia e il castello e dal quale si raggiunge l'Oratorio della Madonna della Spella ha fine a nord di Spello.

### Diramazione per Valtopina
In località Copernieri, la SP 249 si biforca originando il ramo SP 249/2 (5,71 km.) la quale raggiunge la SP 253 a Valtopina.

## Storia
Parte della strada (o meglio, il sentiero a essa parallelo che si imbocca anche dalla Costa di Trex) è sorta lungo quello che è noto come l'ultimo sentiero di San Francesco, che da Nocera Umbra veniva riportato ad Assisi ormai morente.
In tempi recenti, i primi due chilometri della strada sono stati oggetto di lavori di allargamento della carreggiata e di rinforzo delle pareti rocciose sulla sagoma limite per agevolare il passaggio dei mezzi diretti alla cava di pietra, oggi dismessa.